# اندیس گودرزن
گودرزن یک اندیس مصالح ساختمانی است که در حوالی شهر مرنجاب استان اصفهان قرار دارد و مادهٔ معدنی موجود در آن، سنگ تزئینی است.  